# Ефимов, Лев Архипович
Лев Архипович Ефимов (р. 3.12.1953, д. Кагаси Аликовского района) — советский и российский историк, педагог, краевед; доктор исторических наук (2004), профессор (2007).

## Биография
Окончил Тиушскую среднюю школу Моргаушского района (1971), учился на факультете иностранных языков Чувашского государственного педагогического института (1971—73), окончил историко-филологический факультет Чувашского государственного университета (1982), университет марксизма-ленинизма (1985), докторантуру при кафедре истории Отечества ЧГПУ им. И. Я. Яковлева (2004). Служил в Советской Армии (1973—75), старший лейтенант запаса.
Работал учителем физкультуры, английского языка, истории и права, географии и культуры родного края, заместитель директора по учебно-воспитательной работе, директором Чувашско-Сорминской средней школы Аликовского района (1975—2000). Руководитель методического объединения учителей истории Аликовского района (1983—98), учитель высшей категории. Действительный член Географического общества СССР (1982). Народный академик Чувашии (1994). Кандидат исторических наук (1998), доцент (2006), профессор кафедры региональной истории ЧГПУ им. И. Я. Яковлева (2007). Защитил кандидатскую диссертацию на тему: «Системы просвещения нерусских народов и чувашские школы Поволжья и Приуралья последней трети XIX — начала XX вв.». Защитил докторскую диссертацию на тему: «Школьное образование в Чувашии в 1920—2000 гг.».
В 2000—2001 гг. — заведующий кафедрой всеобщей и региональной истории, с 2006 г. — заместитель декана исторического факультета по научной работе, с 2007 г. заведующий кафедрой истории Отечества ЧГПУ. Под его руководством подготовлены 3 кандидатские диссертации.

## Научные труды
Автор около 200 научных трудов, в том числе 7 монографий, 30 учебных, учебно-методических пособий. Главный редактор Аликовской энциклопедии (1 т. — Чебоксары, 2009; 2 т. — Чебоксары, 2012).

## Награды
- Почетная грамота ОК КПСС и Совета Министров Чувашской АССР (1978)
- Почетная грамота ЦК ВЛКСМ (1979)
- Лауреат премии краеведов Чувашии им. М. П. Петрова (Тинехпи) (2003)
- Почетная грамота Государственного Совета Чувашской Республики (2007)
- Почетная грамота Министерства образования и науки Российской Федерации (2008)
- Ветеран труда (2008)
- Благодарность Президента Чувашской Республики (2009)
- Медаль 20 лет МЧС России (2011)
- Медаль «За активную гражданскую позицию и патриотизм» (2011)
- Лауреат Всероссийского конкурса краеведческой литературы «Наше культурное наследие» (2011)
- Медаль 300 лет Михаилу Васильевичу Ломоносову (2012)
- Памятная медаль «100-летие образования Чувашской автономной области» (2020)[2]